# Zacarias (doutor)
Zacarias (em latim: Zacharias) foi um oficial bizantino do século VI, ativo durante o reinado dos imperadores Justino II (r. 565–578) e Tibério II (r. 574–582).

## Vida
Zacarias era nativo de Sura, em Eufratense. Estilizado como sofista e arquiatro, foi evidentemente bem-educado, bem como um doutor capaz, tendo inclusive trabalhado no palácio imperial. A julgar por seu papel em várias missões diplomáticas e por suas conversas privadas com Mebodes, um dos diplomatas persas de seu tempo, é possível que falasse persa, siríaco e grego. Segundo João do Éfeso, certa vez pensou-se que fosse monofisista. Aparece pela primeira vez em 567, quando estava em Calínico durante discussões com os monofisistas comandadas por João sobre a união da Igreja. Segundo João do Éfeso, foi ele quem entregou uma cópia do édito de união de Justino para os bispos monofisistas reunidos, e retornou com as emendas propostas por eles. João do Éfeso afirma que foi ele quem o imperador enviou para Calínico com uma cópia do édito e é provável que estivesse envolvido na missão diplomática em curso rumo à Pérsia.
No final de 573 ou começo de 574, foi enviado à Pérsia pela imperatriz Sofia ao xá em resposta à embaixada de Jacó. Conseguiu uma trégua de um ano (primavera de 574 - primavera de 575) que cobria a Armênia e o Oriente, bem como estipulava que os romanos pagariam soma de 45 mil soldos e iriam enviar um plenipotenciário para discutir a trégua permanente. No final de 574 ou começo de 575, foi enviado à Pérsia com Trajano para firmar trégua de três anos e encontrou-se com Mebodes em Dara. Em 576, acompanhou Pedro, Teodoro e João numa embaixada à Pérsia para colocar diferenças notáveis nos pontos levantados após a missão de Nadoes. Se reuniram com Mebodes em Atrelo, mas as discussões mostraram-se difíceis e um impasse foi alcançado. Zacarias teve uma discussão privada com Mebodes, conforme instruções secretas que lhe foram dadas pelo césar Tibério II e que eram sabidas apenas por Maurício, sobre a possibilidade dos bizantinos comprarem Dara dos persas, mas tudo foi infrutífero. Os emissários voltaram de mãos vazias em 577.
No final de 578 ou começo de 579, Zacarias foi nomeado à dignidade de prefeito honorário para elevar sua posição em sua próxima embaixada à Pérsia. Em 579, foi enviado com Teodoro com poderes plenipotenciários para negociar a paz com o xá Cosroes I (r. 531–579), uma expedição que, segundo Menandro Protetor, foi instigada por ele. Antes de alcançarem a fronteira, souberam que Cosroes enviou um emissário, Ferogdates, para Constantinopla e foram instruídos a esperar na fronteira pelo retorno dele. Enquanto esperavam, Cosroes morreu (fevereiro / março de 579) e Hormisda IV (r. 579–590) tornou-se xá. Na primavera, alcançaram Nísibis e então estiveram sujeitos a longos atrasos antes de chegarem na corte persa de Ctesifonte. Esperaram três meses lá, sendo recebidos com hostilidade e alojados e tratados rudemente. Depois, foram dispensados e enviados para casa por uma rota difícil e árdua sem realizar seu objetivo. Em 581, foi novamente enviado como emissário. Encontrou-se com Andigã perto de Dara, em local preparado por um protetor de nome desconhecido, para negociar a paz, com os comandantes persas e bizantinos de cidades vizinhas participando. Zacarias fez de Márida sua base. As discussões foram infrutíferas e Zacarias enviou instruções para Maurício avançar suas forças às proximidades de Constância.